# 송능
송능(宋能, 914년 ~ 1023년)은 고려 초기의 문신이자 장군이다.

## 생애
고려 태조 때부터 종군하여 공을 세웠으며 후삼국 시대가 통일되자 공신이 되었다.
이후 벼슬이 보국대장군(輔國大將軍)에 올랐다.
1013년 9월 표기대장군 유손(庾孫)과 함께 나이가 100살에 이르렀으며 태조 때부터 공을 세웠다는 이유로 고려 현종에게 대광(大匡)의 벼슬을 받았다. 이때, 유손과 손능의 나이가 고령이었음에도 불구하고 여전히 건강하였다고 한다.